# Attleboro
Attleboro ist eine Stadt im Bristol County des Bundesstaats Massachusetts in den Vereinigten Staaten. Das U.S. Census Bureau hat bei der Volkszählung 2020 eine Einwohnerzahl von 46.461 ermittelt.
Attleboro liegt etwa 10 Meilen (16 km) westlich von Taunton, die gleiche Entfernung zu Providence, 18 Meilen (29 km) nordwestlich von Fall River und 39 Meilen (63 km) südlich von Boston. Das Stadtgebiet grenzt im Westen an Rhode Island.

## Geschichte
Im Jahr 1634 kamen die ersten englischen Siedler in dem Gebiet an, das heute Attleboro ist. Die Urkunde, die ihnen das Land zusprach, wurde von dem amerikanischen Ureinwohner Wamsutta geschrieben. Das Land wurde 1694 als Stadt Attleborough aufgeteilt. Es umfasste die Städte Cumberland, Rhode Island, bis 1747 und North Attleborough, Massachusetts, bis 1887. Als Reaktion auf eine unerwünschte Anzahl von Unruhen, die hauptsächlich von nahegelegenen Eingeborenenstämmen ausgingen, hielt die Stadt 1697 eine Versammlung ab und beschloss schließlich, dass die Stadträte Fremde und Ausländer im Auge behalten und bestimmten Personen den Zutritt zur Stadt verbieten sollten. Die Stadt wurde 1914 als City of Attleboro neu eingemeindet, wobei das „-ugh“ aus dem Namen entfernt wurde, obwohl North Attleborough es behielt. Wie viele Städte in Massachusetts wurde sie nach einer britischen Stadt benannt.
Während des Aufstandes der amerikanischen Ureinwohner in der Kolonialzeit wurde Nathaniel Woodcock, der Sohn eines Einwohners von Attleborough, ermordet und sein Kopf auf einen Pfahl im Vorgarten seines Vaters gesteckt. Das Haus seines Vaters ist heute eine historische Stätte. Es wird gemunkelt, dass George Washington einst durch Attleborough kam und in der Nähe des Woodcock Garrison House in der Hatch Tavern übernachtete, wo er mit Israel Hatch, einem revolutionären Soldaten und dem neuen Besitzer des Garrison House, eine Schuhschnalle austauschte.
Die Stadt wurde 1913 für die Schmuckherstellung und Juwelenverarbeitung bekannt, insbesondere durch die L.G. Balfour Company. Diese Firma ist inzwischen aus der Stadt weggezogen, und das Gelände der ehemaligen Fabrik wurde in einen Park am Flussufer umgewandelt. Attleboro war einst als die „Schmuckhauptstadt der Welt“ bekannt, und auch heute noch gibt es hier Firmen, die Schmuck herstellen.

## Demografie
Laut einer Schätzung von 2019 leben in Attleboro 45.237 Menschen. Die Bevölkerung teilt sich im selben Jahr auf in 88,1 % Weiße, 4,4 % Afroamerikaner, 0,1 % amerikanische Ureinwohner, 4,2 % Asiaten, 0,1 % Ozeanier und 1,7 % mit zwei oder mehr Ethnizitäten. Hispanics oder Latinos aller Ethnien machten 6,6 % der Bevölkerung aus. Das mittlere Haushaltseinkommen lag bei 74.962 US-Dollar und die Armutsquote bei 8,6 %.

## Infrastruktur
Attleboro liegt neben der Interstate 95 (die zwischen Attleboro und Pawtucket, Rhode Island, in den Bundesstaat eintritt), der I-295 (deren nördlicher Endpunkt nahe der Stadtgrenze von North Attleborough an der I-95 liegt), der US Route 1 und den Routes 1A, 118, 123 und 152, von denen sich die letzten drei im Zentrum von Attleboro kreuzen. In der Stadt befinden sich zwei Nahverkehrsbahnhöfe der Massachusetts Bay Transportation Authority.

## Söhne und Töchter der Stadt
- Horace Capron (1804–1885), Agrarwissenschaftler
- David Cobb (1748–1830), Politiker
- David Daggett (1764–1851), Politiker
- Ray Conniff (1916–2002), Musiker
- Cathy Berberian (1925–1983), Sängerin und Komponistin
- Donald Joseph Leo Pelletier (1931–2022), römisch-katholischer Ordensgeistlicher, Bischof von Morondava
- Robert Weygand (* 1948), Politiker
- Scott Tingle (* 1965), Astronaut
- Jonathan P. Braga (* 1969), Generalleutnant der United States Army
- Geoff Cameron (* 1985), Fußballspieler
- Nathaniel Robitaille (* 1992), American-Football-Spieler